# Rita (serie televisiva)
Rita è una serie televisiva danese del 2012 trasmessa dal 9 febbraio 2012 sul canale TV 2.
La serie è stata distribuita in Italia e nella maggior parte dei paesi da Netflix, co-produttore della terza stagione. In Italia le prime tre stagioni sono state pubblicate il 15 dicembre 2016. La quarta stagione è stata pubblicata il 16 gennaio 2018, mentre la quinta e ultima stagione il 15 agosto 2020.

## Trama

### Prima stagione
Rita è un'insegnante danese quarantenne, madre di tre figli. È una donna divorziata, indipendente, disinibita e molto franca. Per questa sua caratteristica spesso ha scontri con i colleghi, specialmente con la consulente scolastica Helle. Rita ha una relazione con il preside Rasmus, ma i loro rapporti sono per lo più fisici perché Rita non riesce ad aprirsi con nessuno, a causa dei suoi trascorsi famigliari molto difficili ("ho scelto di insegnare per difendere i figli dai loro genitori", dice). Anche in casa non mancano problemi: la figlia Molly è stata lasciata dal fidanzato ed è tornata a vivere con lei, ma non riesce a trovare la propria strada; il figlio maggiore, Ricco, ha deciso di sposarsi con la sua ragazza, Bitten, ma ancora prima del matrimonio scopre che un progetto di vita a due non è  facile come pensava, specialmente quando Bitten resta incinta; infine, il figlio minore Jeppe prende atto di essere omosessuale e inizia a frequentare un ragazzo, Nikolaj, ma deve fare i conti con la malignità dei suoi compagni di scuola, che lo bullizzano. Rita si mostra molto scostante anche con sua madre Lilibeth e, quando la donna muore, sembra non essere toccata dal lutto. Eppure, quando Rita racconta a una classe una sorta di favola, che ha per protagonisti una principessa, una regina e un re-orco, è possibile capire che questo apparente distacco è frutto di un terribile dramma famigliare. Così, nessuno comprende perché solo al momento del funerale, Rita scoppia in un pianto disperato. Il momento è davvero critico per lei: il suo atteggiamento riguardo alla morte della madre e alla gravidanza di Bitten fanno sì che i suoi figli si allontanino da lei, mentre a scuola Rasmus scopre che Rita ha una relazione con il padre di una alunna. In seguito Rita riprende a frequentare segretamente il suo futuro consuocero, Tom, una vecchia fiamma di gioventù.

### Seconda stagione
L'istituto dove Rita insegna si amplia grazie alla fusione con un'altra scuola. Nel frattempo, subito dopo la nascita di Gustav, il figlio di Ricco, la donna deve risolvere una questione di coscienza molto spinosa. Molly parte per un viaggio in India. Rasmus va a convivere con Rita, ma inizialmente la situazione viene vissuta con molto disagio da Jeppe, che vorrebbe andare ad abitare con il padre. Questi gli dice infatti di essere intenzionato a lasciare la sua compagna e a tornare a vivere in Danimarca. Tuttavia Jeppe scopre che tali promesse non corrispondono a verità ed è molto deluso, ma scopre un valido sostegno in Rasmus. Al battesimo di Gustav per caso Rasmus ascolta una conversazione tra Rita e Tom, il consuocero, con il quale aveva avuto una storia tempo prima: non solo scopre fino a che punto si era spinta la loro relazione, ma sente anche dire da Rita che lei lo ama "a giorni alterni", aggiungendo che il suo sentimento è motivato soprattutto da un bisogno di sicurezza. Rasmus, infuriato, se ne va di casa e inizia a dormire a scuola. Qui, però, ha un rapporto con Helle, mentre Rita è costretta a mentirgli per non svelare la condizione di un suo alunno, Mess. Il ragazzo vive con una madre afflitta da una patologia psichiatrica e Rita da mesi lo copre perché non vuole che venga separato dalla genitrice. Scoperta la situazione, Rasmus segnala il caso e Mess viene trasferito in un istituto per ragazzi disagiati dove viene affidato alle cure di Ricco, che lavora lì. Rita e Rasmus si lasciano ed entrambi sprofondano in una profonda crisi. Alla fine, Ricco riesce a convincere Mess ad affrontare gli esami e il ragazzo riesce a superarli, con grande gioia di Rita. Rasmus si dimette dal suo incarico da preside e Helle viene nominata al suo posto. Mentre tutti festeggiando la conclusione dell'anno scolastico, Rita e Rasmus si salutano con una stretta di mano: la donna si scusa per non essere diventata "normale" e Rasmus si domanda se le loro strade si potranno ancora incontrare. 

### Terza stagione
L'anno scolastico inizia con divergenze tra Rita e Helle. La scuola statale deve integrare nelle classi 28 ragazzi problematici, ma non ci sono fondi per poterli aiutare. Rita apre una stanza a scuola solo per loro, e ospita i ragazzi illegalmente. Un ragazzo è vittima di un incendio. Hjørdis è incinta, e all'inizio il compagno non lo accetta, ma alla fine decide di chiedere alla compagna di sposarlo. Jeppe inizia a convivere con David, ma non è felice della situazione. Un giorno Rita, per educare alcuni alunni, chiama Jeppe a scuola per parlare dell'omosessualità. Jeppe scopre però che un insegnante della scuola è omosessuale, ma fidanzato con una donna. Jeppe cerca di aiutare tale insegnante, e finisce per tradire David. Alla fine Jeppe lascia David, e dopo un breve periodo con la madre, si trasferisce dalla sorella Molly. Rita ha una relazione con un uomo, il quale è però legato ad un circolo di droga vicino alla scuola. Alla fine Rita reagisce, portando alla chiusura della questione, e l'uomo capisce di dover abbandonare la sua vita attuale pronto a iniziare una relazione seria con Rita, che comunque non ne è convinta. La scuola nel frattempo deve affrontare moltissime questioni: i ragazzi difficili, i problemi economici, la mancanza di insegnanti, e, infine, le pressioni della futura sindaca, il cui figlio frequenta proprio la scuola di Rita. Il ragazzo è oltretutto spinto dalla madre a non socializzare con gli altri ragazzi, considerati da lei di livello inferiore. Tutta questa somma di problemi provoca alla fine ad Helle un crollo nervoso, che lascia pertanto il ruolo di preside pro tempore a Rita. Nel nuovo ruolo Rita viene a sapere da Rasmus che se la scuola dovesse fallire gravemente agli esami nazionali potrebbe ricevere un sostanzioso aiuto economico, sufficiente ad assumere nuovi insegnanti e aiutare i ragazzi problematici. Pertanto Rita fa in modo che i ragazzi eseguano dei test pessimi, ottenendo il sospirato fondo per la scuola. La sindaca però licenzia Rita, mentre Helle rientra dal congedo per malattia e riprende il suo ruolo di preside. La stagione si conclude con Rita che abbandona la scuola, tra gli applausi dei suoi allievi e dei suoi colleghi.

### Quarta stagione
Rita vive nell'appartamento di sua figlia Molly e lavora in un fast food, fino a quando la ragazza invia una domanda di lavoro per lei. Rita viene così assunta nella scuola che frequentava da adolescente, incontrando persone appartenenti al suo passato. Il loro ruolo viene chiarito da frequenti flashback nel 1985, che narrano le vicende della giovane Rita focalizzandosi soprattutto sul rapporto di amicizia che a quel tempo la legava a Lea, ora madre di un suo alunno. Lea e Rita erano state inseparabili, al punto tale che quest'ultima era stata accolta in casa dell'amica dopo i suoi litigi col padre. Tuttavia la madre di Lea, dopo averla illusa di avere trovato una nuova famiglia, aveva fatto capire a Rita di non volere occuparsi più di lei. Amareggiata e delusa, Rita ne aveva parlato con il padre di Lea e, dopo il colloquio, i due avevano avuto un rapporto sessuale. Lea li aveva scoperti e aveva rivelato il fatto alla madre, inducendo Rita ad andarsene. Ora le due donne si ritrovano e riprendono a frequentarsi, ma la situazione ben presto diventa difficile: Rita riceve la notizia che la scuola dove lavora sarà chiusa e Lea, in crisi con il marito Martin, incolpa l'amica di avere rovinato il suo matrimonio. Grazie alle donazioni raccolte, Rita decide di aprire una scuola tutta sua e chiede all'amica Hjørdis, che le è sempre stata vicina, di partecipare alla nuova avventura. Lea decide invece di ricostruire il suo rapporto con Martin e si trasferisce a Copenhagen insieme al marito e al figlio. Prima di partire però si riconcilia definitivamente con Rita che, in questo modo, riesce a far pace con il proprio passato.

### Quinta stagione
Rita, affiancata dall'amica Hjørdis, gestisce la sua piccola scuola. Le difficoltà sono molte ma come sempre Rita svolge il suo lavoro con entusiasmo. Nel frattempo riceve la visita di Helle, che ha lasciato Rasmus, pur aspettando un figlio da lui, in quanto ha scoperto di essere lesbica e convive con una ragazza. L'uomo, profondamente depresso, viene ospitato da Rita a casa sua. Jeppe, figlio di Rita, torna a vivere dalla madre dopo essere stato lasciato dal suo ragazzo. Conosce quindi Ole, un giovane agricoltore che non ha il coraggio di dichiarare la propria omosessualità per paura di arrecare dolore alla nonna con cui vive. Intanto, per guadagnare denaro extra da investire nella scuola, Rita inizia a insegnare inglese a un corso serale. Tra gli alunni c'è una donna bizzarra, Gerd, che stringe una stretta amicizia con Rita. Quando però quest'ultima la boccia in un test, precludendole la riscossione di un sussidio statale, Gerd va su tutte le furie e se ne va minacciando di buttarsi nel lago se Rita non cambierà il voto all'esame. Rita non dà peso alla cosa, ma qualche giorno dopo Gerd viene trovata morta annegata nel lago. In preda ai sensi di colpa, Rita inizialmente lascia l'insegnamento e segue Rasmus a Copenhagen, dove lui ha voluto trasferirsi per stare vicino al figlio che sta per nascere. Tuttavia, quando arriva il momento del parto di Helle, Rita se ne va in preda alla confusione e allo sconforto. È un momento difficile anche per Hjørdis: dal momento dell'assunzione del suo incarico, infatti, si era lasciata assorbire completamente dal lavoro trascurando la sua famiglia, presa dall'ossessione di controllare in ogni momento i bisogni dei suoi alunni. Uffe, sempre più solo, era stato baciato da Pil, una collega di lavoro. Quando Rita lascia la scuola e la affida unicamente a Hjørdis, il rapporto tra quest'ultima e Uffe è sempre più in crisi. La situazione si fa critica nel momento in cui un'alunna attua uno sciopero per il clima che rischia di compromettere le lezioni di tutta la classe. Rita si rende conto allora di avere scelto di insegnare per difendere i ragazzi dai loro genitori, così riprende il suo ruolo. Nel frattempo Jeppe dichiara il suo amore a Ole, che rivela la natura dei suoi sentimenti alla nonna; la donna, a sorpresa, accetta il legame del nipote. Uffe e Hjørdis riescono a chiarire i malintesi tra loro e si rappacificano. Anche Rita ha un colloquio con Rasmus: entrambi hanno altre priorità (per Rasmus la figlia appena nata, per Rita la scuola), ma desiderano ognuno far parte della vita dell'altro. Alla fine, Rita invita tutti a una festa a scuola e in separata sede, dopo aver confidato a Rasmus di essere "un disastro", i due si baciano.

## Personaggi e interpreti

### Principali
- Rita Madsen (stagioni 1-5), interpretata da Mille Dinesen
Insegnante, e vice-preside negli ultimi episodi della terza stagione. Ha una relazione con Rasmus tra la prima e la seconda stagione.
- Rasmus (stagioni 1-3, 5), interpretato da Carsten Bjørnlund
Preside, abbandona il suo ruolo alla fine della seconda stagione. Nella terza stagione lavora in comune. Ha dapprima una relazione con Rita, successivamente con Helle.
- Helle (stagioni 1-3, 5), interpretata da Ellen Hillingsø
Consulente nelle prime due stagioni, preside nella terza stagione. Abbandona il suo ruolo in seguito ad una crisi, lasciando il ruolo di vice-preside a Rita. Divorziata, nella terza stagione convive con Rasmus.
- Hjørdis (stagioni 1-5), interpretata da Lise Baastrup
Nuova insegnante, è grande amica di Rita.
- Uffe (stagioni 1-5), interpretato da Kristoffer Fabricius
Fidanzato e poi marito di Hjørdis
- Jeppe Madsen (stagioni 1-5), interpretato da Nikolaj Groth
Figlio minore di Rita, omosessuale, ha una relazione con David nelle prime stagione, ma nella terza stagione, dopo una breve convivenza, i due si lasciano.
- Ricco Madsen (stagioni 1-3), interpretato da Morten Vang Simonsen
Figlio maggiore di Rita, con un passato difficile, lavora per aiutare i giovani con difficoltà.
- Molly Madsen (stagioni 1-4), interpretata da Sara Hjort Ditlevsen
Figlia di Rita, dislessica, lavora nell'ambito della medicina come infermiera.

### Ricorrenti
- Bitten Dyrehave (stagione 1-2), interpretata da Lykke Sand Michelsen
Moglie di Ricco. Non ha un buon rapporto con Rita, soprattutto dopo che scopre la storia che ha avuto con suo padre.
- Tom Dyrehave (stagione 1-2), interpretato da Carsten Norgaard
Padre di Bitten, ex di Rita, con la quale intrattiene una relazione nascosta, mettendola incinta. Rita deciderà però di rompere qualsiasi legame e di abortire.
- Jette Dyrehave (stagione 1), interpretata da Lotte Andersen
Madre di Bitten, scopre la relazione tra Tom e Rita, e rompe qualsiasi contatto con lei.
- Rosa (stagione 1), interpretata da Lea Maria Høyer Stensnaes
Studentessa problematica della prima stagione, ha difficoltà a relazionarsi. Scopre che Rita ha avuto una relazione con suo padre, provocando la separazione tra i suoi genitori.
- Lillebeth Schmidt Kronborg (stagione 1), interpretata da Lisbet Lundquist
Madre di Rita.
- Niels Madsen (stagione 1-2, 5), interpretato da Peter Gantzler
Padre dei figli di Rita. Affascinante ma egocentrico, non riesce a stabilire un rapporto sincero con i figli.
- Jonas (stagione 2-3), interpretato da Alexandre Willaume-Jantzen
Insegnante
- Erik, interpretato da Tommy Kenter
Insegnante
- Gitte Nielsen (stagione 1-2) interpretata da Laura Bach
Sorella di Rita
- Lea (stagione 4), interpretata da Charlotte Munck
Compagna di classe di Rita dell'elementari
- Bjarne Ulriksen (stagione 4) interpretato da Ole Lemmeke
Preside della scuola nuova di Rita
- Mads (stagione 2)
studente
- Niklas Verner (stagione 3)
studente
- Kareem (stagione 3)
studente
- Lærer Rostrup (stagione 4) interpretato da Kurt Ravn
compagno di Lea
- Lea nel 1985 (stagione 4) interpretata da Sofie Juul Nielsen
- Rita nel 1985 (stagione 4) interpretata da Tessa Hoder

## Episodi
| Stagione         | Episodi | Prima TV Danimarca | Pubblicazione Italia |
| ---------------- | ------- | ------------------ | -------------------- |
| Prima stagione   | 8       | 2012               | 2016                 |
| Seconda stagione | 8       | 2013               | 2016                 |
| Terza stagione   | 8       | 2015               | 2016                 |
| Quarta stagione  | 8       | 2017               | 2018                 |
| Quinta stagione  | 8       | 2020               | 2020                 |

## Spin-off
È stato realizzato uno spin-off della serie, intitolato Hjørdis, che è stata trasmessa in Danimarca dal 18 maggio all'8 giugno 2015 sul canale TV 2, mentre in altri paesi è stato diffuso da Netflix. La serie è composta da un'unica stagione di 4 episodi da 25 minuti ciascuno ed ha come argomento l'organizzazione di una recita scolastica contro il bullismo.

## Remake
La serie ha avuto due adattamenti: un adattamento in Francia e uno nei Paesi Bassi.
L'adattamento in lingua francese è intitolato Sam.
L'adattamento olandese, intitolato Tessa, è stato trasmesso a partire da novembre 2015 su NPO 1. La serie ha avuto una sola stagione che ha ripercorso la trama della prima stagione della serie originale con pochi cambiamenti. Tessa, controparte olandese di Rita, è stata interpretata da Thekla Reuten.